# Samurai Shodown
Samurai Shodown (サムライスピリッツ, Samurai Spirits) (Samurai Spirits au Japon) est une série de jeux de combat en 2 dimensions développée par SNK (ancienne société) puis SNK.

## Système de jeu
Samurai Shodown est publié sur bornes d'arcade au Japon le 7 juillet 1993 via le système Neo-Geo MVS. Les commandes sont composées d'un joystick et de quatre boutons pour les attaques (boutons A, B, C et D). Les boutons A et B sont réservés aux coups à l'arme blanche, A pour les coups faibles et B pour les coups forts. Les boutons C et D sont réservés aux coups de pied (coups faibles et coups forts). En combinant les touches A+B ou C+D, une attaque plus puissante sera exécutée. Une jauge de rage est affichée au bas de l'écran, le personnage verra sa jauge augmenter lorsqu'il recevra des dégâts. La barre clignote quand elle est pleine.
Samurai Shodown II est publié le 28 octobre 1994 sur arcade, la configuration pour les manipulations n'a pas changé et de nouveaux coups sont ajoutés, les personnages ont la possibilité de se coucher brièvement au sol pour esquiver des attaques. Le jeu apporte également des furies, la principale nouveauté du second épisode, chaque personnage possède sa furie, qui a pour but d'effectuer de gros dégâts sur l'adversaire et permet également de briser l'arme de son ennemi.
Samurai Shodown III: Blades of Blood sort sur arcade le 15 novembre 1995 et fin d'année sur les versions consoles de la Neo Geo. La configuration est légèrement remaniée, le coup de pied est désormais attribué à un seul bouton, contre deux auparavant, et les touches pour les coups d'épée s'exécutent maintenant avec trois boutons (faible, moyen et fort).

## Adaptations
Un TV special est diffusé au Japon en 1994 intitulé Samurai Shodown: The Motion Picture, l'anime est vaguement basé sur le premier jeu. L'anime est adapté en français par AB Distribution et diffusé sur la chaîne Mangas,. Le mangaka Kazuhiko Shimamoto a réalisé en 1994 deux shōnen d'abord pré-publiés pour le magazine Comic BonBon. Samurai Shodown est aussi adapté en manga en 1995 sous le titre  Makai Bukei Jō Samurai Spirits, il est écrit par Kyōichi Nanatsuki et illustré par Yuki Miyoshi.

## Personnages

### Série principale
| Personnage | Samurai Shodown | Samurai Shodown | Samurai Shodown | Samurai Shodown | Samurai Shodown | Samurai Shodown | Samurai Shodown | Réf     |
| Personnage | I               | II              | III             | IV              | V               | VI              | 2019            | Réf     |
| --- | --------------- | --------------- | --------------- | --------------- | --------------- | --------------- | --------------- | ------- |
| Haohmaru | ✔️              | ✔️              | ✔️              | ✔️              | ✔️              | ✔️              | ✔️              | [ a 1 ] |
| Nakoruru | ✔️              | ✔️              | ✔️              | ✔️              | ✔️              | ✔️              | ✔️              | [ a 1 ] |
| Ukyo Tachibana | ✔️              | ✔️              | ✔️              | ✔️              | ✔️              | ✔️              | ✔️              | [ a 2 ] |
| Charlotte Christine de Colde | ✔️              | ✔️              |                 | ✔️              | ✔️              | ✔️              | ✔️              | [ a 3 ] |
| Galford D. Weller | ✔️              | ✔️              | ✔️              | ✔️              | ✔️              | ✔️              | ✔️              | [ a 4 ] |
| Jubei Yagyu | ✔️              | ✔️              | GB              | ✔️              | ✔️              | ✔️              | ✔️              | [ a 3 ] |
| Earthquake | ✔️              | ✔️              |                 |                 |                 | ✔️              | ✔️              | [ a 3 ] |
| Hanzo Hattori | ✔️              | ✔️              | ✔️              | ✔️              | ✔️              | ✔️              | ✔️              | [ a 4 ] |
| Kyoshiro Senryo | ✔️              | ✔️              | ✔️              | ✔️              | ✔️              | ✔️              | ✔️              | [ a 2 ] |
| Tam Tam | ✔️              |                 |                 | ✔️              | ✔️              | ✔️              | ✔️              | [ a 1 ] |
| Wan-Fu | ✔️              | ✔️              |                 |                 |                 | ✔️              | DLC             | [ a 2 ] |
| Shiro Tokisada Amakusa | ✔️              |                 | ✔️              | ✔️              | ✔️              | ✔️              | DLC             | [ c 1 ] |
| Genan Shiranui | ✔️              | ✔️              |                 |                 |                 | ✔️              |                 | [ a 3 ] |
| Genjuro Kibagami |                 | N               | ✔️              | ✔️              | ✔️              | ✔️              | ✔️              | [ b 1 ] |
| Cham Cham |                 | N               |                 | PSX             |                 | ✔️              | DLC             | [ b 2 ] |
| Neinhalt Sieger |                 | N               |                 |                 |                 | ✔️              |                 | [ b 3 ] |
| Nicotine Caffeine |                 | N               |                 |                 |                 | ✔️              |                 | [ b 1 ] |
| Shizumaru Hisame |                 |                 | N               | ✔️              | ✔️              | ✔️              | ✔️              | [ c 2 ] |
| Rimururu |                 |                 | N               | ✔️              | ✔️              | ✔️              | DLC             | [ c 3 ] |
| Basara |                 |                 | N               | ✔️              | ✔️              | ✔️              | DLC             | [ c 4 ] |
| Gaira Caffeine |                 |                 | N               | ✔️              | ✔️              | ✔️              |                 | [ c 5 ] |
| Kazuki Kazama |                 |                 |                 | N               | ✔️              | ✔️              | DLC             | [ d 1 ] |
| Sogetsu Kazama |                 |                 |                 | N               | ✔️              | ✔️              | DLC             | [ d 2 ] |
| Yoshitora Tokugawa |                 |                 |                 |                 | N               | ✔️              | ✔️              | [ e 1 ] |
| Mina Majikina |                 |                 |                 |                 | N               | ✔️              | DLC             | [ e 2 ] |
| Rasetsumaru |                 |                 |                 |                 | N               | ✔️              |                 | [ e 3 ] |
| Rera |                 |                 |                 |                 | N               | ✔️              |                 | [ e 4 ] |
| Enja |                 |                 |                 |                 | N               | ✔️              |                 |         |
| Sujia |                 |                 |                 |                 | N               | ✔️              |                 |         |
| Liu Yunfei |                 |                 |                 |                 | N               | ✔️              |                 | [ e 5 ] |
| Youkai Kusaregedo |                 |                 |                 |                 | N               | ✔️              |                 | [ e 6 ] |
| Andrew |                 |                 |                 |                 |                 | N               |                 |         |
| Iroha |                 |                 |                 |                 |                 | N               | DLC             |         |
| Sugoroku Matsuribayashi |                 |                 |                 |                 |                 | N               |                 |         |
| Ocha-Maro Karakuri |                 |                 |                 |                 |                 | N               |                 |         |
| Yashamaru Kurama |                 |                 |                 |                 |                 |                 | N               | [ g 1 ] |
| Darli Dagger |                 |                 |                 |                 |                 |                 | N               | [ g 2 ] |
| Wu-Ruixiang |                 |                 |                 |                 |                 |                 | N               | [ g 3 ] |
| - Légende : = Personnage jouable - Légende : = Nouveau personnage - Légende : = Personnage jouable via une nouvelle version du jeu - Légende : = Personnage jouable via une autre console de jeu - Légende : = Personnage absent |                 |                 |                 |                 |                 |                 |                 |         |

### Série dérivée
| Samurai Shodown RPG               | Ushiwakahime, Tokihime, Shippu no Reon, Haon, Reppu no Hion |
| Samurai Shodown 64                | Hanma Yagyu, Shiki, Gandara, Deku et Dekuina, Yuga le destructeur |
| Samurai Shodown 64: Warriors Rage | Asura, Shadow Asura, Half-Shaded Shiki, Taizan Morozumi, Karakuri Hanma, Enja Kazuki, Suija Sogetsu                                                                                                   |
| Samurai Shodown: Warriors Rage    | Seishiro Kuki, Jin-Emon Hanafusa, Jushiro Sakaki, Rinka Yoshino, Saya, Haito Kanakura, Yaci Izanagi, Garyo le tourbillon, Ran Po, Mikoto, Tohma Kuki, Tashon Mao, Daruma, Minto, Mugenji, Yuda, Oboro |
| Samurai Shodown: Edge of Destiny  | Takechiyo, Suzuhime, Angélique, Potence, J, Kim Hae-Ryeong, Walter, Jinbei Sugamata, Black Hawk, Kirian, Claude, Draco, Golba,                                                                        |

## Ludographie
| Titre anglais                              | Titre japonais | Plate-forme                                                 | Date de sortie   |
| Série principale                           | Série principale | Série principale                                            | Série principale |
| ------------------------------------------ | --- | ----------------------------------------------------------- | ---------------- |
| Samurai Shodown                            | Samurai Spirits (サムライスピリッツ)                                                                                    | Neo-Geo MVS / Neo-Geo AES                                   | 7 juillet 1993   |
| Samurai Shodown II                         | Shin Samurai Spirits: Haohmaru Jigokuhen (真サムライスピリッツ 覇王丸地獄変)                                            | Neo-Geo MVS / Neo-Geo AES                                   | 28 octobre 1994  |
| Samurai Shodown III: Blades of Blood       | Samurai Spirits: Zankurō Musōken (サムライスピリッツ 斬紅郎無双剣)                                                      | Neo-Geo MVS / Neo-Geo AES                                   | 15 novembre 1995 |
| Samurai Shodown IV: Amakusa's Revenge      | Samurai Spirits: Amakusa Kōrin (サムライスピリッツ天草降臨)                                                             | Neo-Geo MVS / Neo-Geo AES                                   | 25 octobre 1996  |
| Samurai Shodown V                          | Samurai Spirits Zero (サムライスピリッツ零)                                                                             | Neo-Geo MVS / Neo-Geo AES                                   | 10 octobre 2003  |
| Samurai Shodown V Special                  | Samurai Spirits Zero Special (サムライスピリッツ零 Special)                                                             | Neo-Geo MVS / Neo-Geo AES                                   | 22 avril 2004    |
| Samurai Shodown VI                         | Samurai Spirits Tenkaichi Kenkakuden (サムライスピリッツ 天下一剣客伝)                                                  | Atomiswave / PlayStation 2                                  | 5 septembre 2005 |
| Samurai Shodown (2019)                     | Samurai Spirits (サムライスピリッツ)                                                                                    | Taito Type X³, PlayStation 4, Xbox One, Nintendo Switch, PC | 25 juin 2019     |
| Série dérivée                              | |                                                             |                  |
| Samurai Shodown RPG                        | Shinsetsu Samurai Spirits Bushidō Retsuden (新説サムライスピリッツ武士道列伝)                                           | Neo-Geo CD                                                  | 27 juin 1997     |
| Samurai Shodown 64                         | Samurai Spirits (侍魂 ~SAMURAI SPIRITS~)                                                                                | Hyper Neo-Geo 64                                            | 19 décembre 1997 |
| Samurai Shodown 64: Warriors Rage          | Samurai Spirits 2: Asura Zanmaden (SAMURAI SPIRITS 2 アスラ斬魔伝)                                                      | Hyper Neo-Geo 64                                            | 16 octobre 1998  |
| Samurai Shodown!: Pocket Fighting Series   | Samurai Spirits! (サムライスピリッツ!)                                                                                  | Neo-Geo Pocket                                              | 25 décembre 1998 |
| Samurai Shodown! 2: Pocket Fighting Series | Samurai Spirits! 2 (サムライスピリッツ! 2)                                                                              | Neo-Geo Pocket Color                                        | 30 avril 1999    |
| Samurai Shodown: Warriors Rage             | Kenkyaku Ibunroku-Yomigaerishi Sōkō no Yaiba-Samurai Spirits Shinshō (剣客異聞録 甦りし蒼紅の刃 サムライスピリッツ新章) | PlayStation                                                 | 22 décembre 1999 |
| Nakoruru ADV                               | Nakoruru -Ano Hito kara no Okurimono- (ナコルル〜あのひとからのおくりもの〜)                                            | PC                                                          | 28 mars 2002     |
| Samurai Shodown: Edge of Destiny           | Samurai Spirits Sen (サムライスピリッツ閃)                                                                              | Taito Type X², Xbox 360                                     | 17 avril 2008    |